# Smyczyna (osada leśna)
Smyczyna – osada leśna w Polsce położona w województwie wielkopolskim, w powiecie leszczyńskim, w gminie Lipno.
W latach 1975–1998 miejscowość administracyjnie należała do województwa leszczyńskiego.